# Laurent Marcy
 (septembre 2013).
Si vous disposez d'ouvrages ou d'articles de référence ou si vous connaissez des sites web de qualité traitant du thème abordé ici, merci de compléter l'article en donnant les références utiles à sa vérifiabilité et en les liant à la section « Notes et références ».
Laurent Marcy est un cerf-voliste (ou "pilote de kite") français, du club Cerfs-Volants Folie basé à Caen, en Basse-Normandie.

## Palmarès
- Champion du monde de cerf-volant acrobatique en catégorie freestyle en 2005;
- Champion de France acrobatique individuel en 2007;
- Champion de France synchronisé par paires (avec Samuel Roger) en 2002;
  - 2e individuel de l'Europale Cup en 2008 (à Stella-Plage);
  - 3e individuel de l'Europale Cup en 2010.
- Vice Champion de France acrobatique individuel en 2012;
- Vice Champion de France acrobatique Paire en 2012;
- Champion d'Ile de France acrobatique individuel de 2008 - 2009 - 2010 - 2011 - 2012;
- 3e individuel de la Coupe d'Europe 2013 ( Premier en ballet musical )